# Ivan Kuhar
Ivan Kuhar (rojen Janoš Kühar) (Murska Sobota, 29. junij, 1880. – Prelog, 1. maj, 1941.) je hrvaški pisatelj rimskokatoliški duhovnik, slovenskega rodu iz Slovenske krajine (Prekmurje).
Župnikoval je v Medžimurju. Skupaj z Jurjom Lajtmanom, Ignacom Lipnjakom je sestavil molitvenik Jezuš, ljubav moja v kajkavščini.